# مارانیون (بازیکن فوتبال)
مارانیون (انگلیسی: Marañón؛ زادهٔ ۲۳ ژوئیهٔ ۱۹۴۸) بازیکن فوتبال اهل اسپانیا است.
از باشگاه‌هایی که در آن بازی کرده‌است می‌توان به باشگاه فوتبال اسپانیول، باشگاه فوتبال رئال مادرید سی، باشگاه فوتبال رئال مادرید، باشگاه فوتبال سابادل، و باشگاه فوتبال اسپورتینگ خیخون اشاره کرد.
وی همچنین در تیم ملی فوتبال اسپانیا بازی کرده‌است.